# Ubertino da Carrara
Ubertino da Carrara (Padova, inizio del XIV secolo – Padova, 29 marzo 1345) è stato un politico e condottiero italiano.

## Biografia
Nacque a Padova intorno all'inizio del XIV secolo da Bonifacio e Fina dei Fieschi. In gioventù venne soprannominato Ubertinello, o Ubertino Novello per distinguerlo dallo zio Ubertino, suo omonimo e fratello del padre.

### L'assassinio di Guglielmo Dente
Nell'agosto del 1319 venne inviato dal padre Iacopino a Bologna per chiedere aiuto ai signori locali, per contrastare l'assedio di Padova da parte delle milizie scaligere ed estensi, guidate rispettivamente da Cangrande della Scala e Obizzo d'Este con il fratello Rinaldo. L'aiuto non fu ottenuto, e quindi chiesero e ottennero l'aiuto dal vicario di Treviso Enrico II di Gorizia e da Federico I d'Asburgo.
Il 17 luglio 1325, Ubertino insieme al suo amico Tartaro da Lendinara assassinarono Guglielmo Dente con il pretesto di questioni amorose. In realtà l'uccisione del Dente era dovuta alla lotta tra le famiglia dei Carraresi e quella dei Dente per il predominio sulla città di Padova. Ubertino e il Lendinara furono costretti all'esilio a Chioggia da parte del podestà padovano Puglione dei Beccadelli. Dure furono le ripercussioni per la sua famiglia, vennero infatti attaccate le loro proprietà su iniziativa del fratello del Dente, Paolo, con l'abate di Santa Giustina Gualpertino Mussato e lo stesso podestà. Il 24 settembre, i due, tornati dall'esilio, invasero e saccheggiarono la città con le loro milizie, distrussero tutti i documenti a carico del Carrarese e uccisero il Beccadelli, con la moglie e i figli. Ubertino installò nel ruolo di podestà il condottiero Corrado dei Bocchi. I Dente i loro sostenitori furono cacciati e i Carraresi poterono acquisire il loro dominio sulla città.

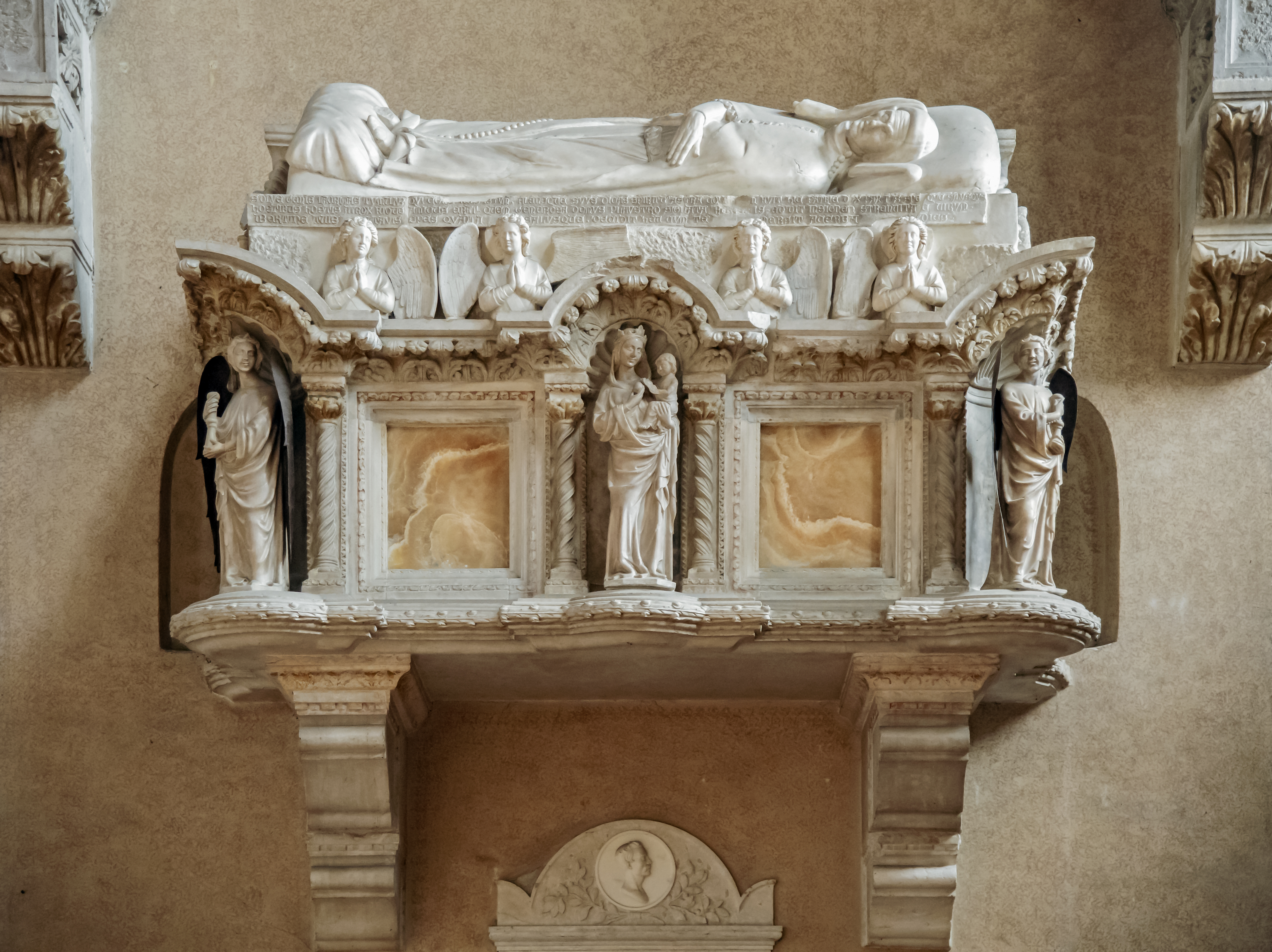
Andriolo de Santi - Chiesa degli Eremitani - Tomba di Ubertino da Carrara

### Signore di Padova
Il 26 marzo 1338, succedette al cugino Marsilio a governatore della città. Ubertino iniziò una politica espansionistica. Sempre nel 1338, venne assediata Monselice e il giorno del 19 agosto, riuscì a conquistarla. Ottenne poi dagli Scaligeri il dominio su Treviso, che poi cedette alla Repubblica di Venezia, mentre invece ottenne i comuni di Bassano del Grappa e Castelbaldo.
La sua carica venne riconosciuta nel 1339, in seguito al trattato di Venezia concluso tra la Repubblica di Venezia, la Repubblica di Firenze e gli Scaligeri. Nello stesso anno ricevette la nomina dal papa Benedetto XII a vicario della Santa Sede.
Il 24 marzo 1340, ottenne il castello di Camposampiero.
Il 9 aprile 1340, stipulò un'alleanza con gli Estensi, i Pepoli e Firenze a Lendinara, contrastata però dall'alleanza tra Luchino Visconti, Ludovico Gonzaga e Mastino della Scala. Ma la sua forte ostilità e invidia nei confronti degli Scaligeri, lo portò a tentare la conquista di Vicenza, ma fu bloccato dalle truppe viscontee. Si alleò poi con i Visconti, i Gonzaga e Azzo da Correggio, per tentare la conquista di Parma.
Nel 1342, appoggiò Pisa nella guerra contro Firenze con l'invio di truppe e si alleò con la Repubblica di Genova, i Gonzaga, i Visconti e i Correggio. Sostenne anche i ghibellini della Toscana e dell'Emilia-Romagna.
Nel maggio 1343, venne raggiunta la pace con Mastino della Scala.

### Politica interna
Durante i suoi cinque anni di potere, Ubertino lavorò molto per migliorare Padova internamente. Fin dal 1339 avviò una serie di riforme.
Molte furono le opere architettoniche: nel 1343, completò il muro iniziato dal cugino Marsilio e realizzò un nuovo palazzo. L'anno seguente, sulla torre dello stesso palazzo fece montare un orologio a 24 ore. Poi fece ripavimentare la strada che porta da Padova a Camposampiero, così come fece sistemare tante altre strade. Altra opera molto importante fu quella di aver arginato i fiumi per evitare le inondazioni e l'erosione, e poi fece scavare il canale da Este a Montagnana.
In ambito economico, lavorò al potenziamento dell'industria e del commercio. Fece creare delle industrie tessili laniere a Ognissanti e Torricelle e industrie cartiere a Battaglia Terme. Inoltre per sfamare il suo popolo fece importare frumento dalla Svevia a costi molto bassi.
La sua azione di governo si mosse anche in ambito culturale, favorendo lo studio collaborando con l'Università di Padova.

### La morte e la successione
La salute di Ubertino si aggravò, e per questo nominò successore alla guida della città un suo lontano parente, Marsilietto Papafava da Carrara. Morì il 29 marzo 1345. Fu sepolto nella chiesa di Sant'Agostino di Padova e, quando questa fu demolita nel 1820, il monumento funebre fu trasferito nella chiesa degli Eremitani, dove si trova tuttora. Il monumento è da molti attribuito a Andriolo de Santi.

## Discendenza
Ubertino ebbe due matrimoni, il primo con Giacomina da Correggio (o Jacopina), figlia di Simone, che venne annullato nel 1340; il secondo nel 1340 con Anna Malatesta, figlia di Malatestino Novello e Polentesia da Polenta. Da entrambe le unioni non ebbe eredi.
Ebbe anche una figlia naturale, Gentile.